# Стівен Мубіру
Стівен Мубіру (англ. Stephen Mubiru) (18 серпня 1965) — угандійський дипломат. Надзвичайний і Повноважний Посол Уганди в Німеччині та в Україні за сумісництвом (з 2024).

## Життєпис
Пан Мубіру має ступінь бакалавра наук у галузі охорони здоров'я та виробництва тварин в Університеті Бусога, Уганда. Володіє мовами: англійською, луганда, лусога та суахілі.
З 1989 року працював на посадах: помічника ветеринара Міністерства сільського господарства, тваринництва та рибальства (1989—1991); спеціаліста із тваринництва Міністерства сільського господарства, тваринництва та рибальства (1993—1994); помічника керівника ферми тваринницької ферми Касолве (1994—1997); Координатора Асоціації молочних фермерів Намвендва (1997-тепер); спікера районної ради Камулі (1998—2005); Голови Форуму дрібних фермерів Уганди (2002—2007); Члена виконавчої ради (секретар з питань мобілізації) Форуму дрібних фермерів Східної та Південної Африки (ESAFF) (2003—2007); Голови округу Камулі, Уганда (2007—2011);
З 2012 року на дипломатичній роботі працював послом в Малайзії (2012—2017); послом у Туреччині (2017—2022).
З 2022 року Надзвичайний і Повноважний Посол Уганди у Німеччині та за сумісництвом посол в Болгарії, постійний представник Уганди при ООН (Відень);
22 квітня 2024 року вручив копії вірчіх грамот заступнику міністра закордонних справ України Максиму Субху
22 квітня 2024 року вручив вірчі грамоти Президенту України Володимиру Зеленському